# Rosita (filme)
Rosita (bra: Rosita; prt: Rosita, Cantora das Ruas) é um filme mudo americano de 1923 dirigido por Ernst Lubitsch e estrelado por George Walsh e Mary Pickford. O filme é baseado na ópera de 1872, Don César de Bazan, de Adolphe d'Ennery e Philippe Dumanoir.

## Elenco
- Mary Pickford como Rosita
- Holbrook Blinn como o rei
- Irene Rich como a rainha
- George Walsh como Don Diego
- Charles Belcher como o primeiro-ministro
- Frank Leigh como Comandante da Prisão
- Mathilde Comont como a mãe de Rosita
- George Periolat como pai de Rosita
- Bert Sprotte como Grande Carcereiro
- Snitz Edwards como o pequeno carcereiro
- Madame De Bodamere como empregada doméstica
- Philippe De Lacy como irmão de Rosita
- Donald McAlpin como irmão de Rosita
- Doreen Turner como irmã de Rosita
- Mario Carillo como Majordomo
- Charles Farrell no papel de bit (Não creditado)

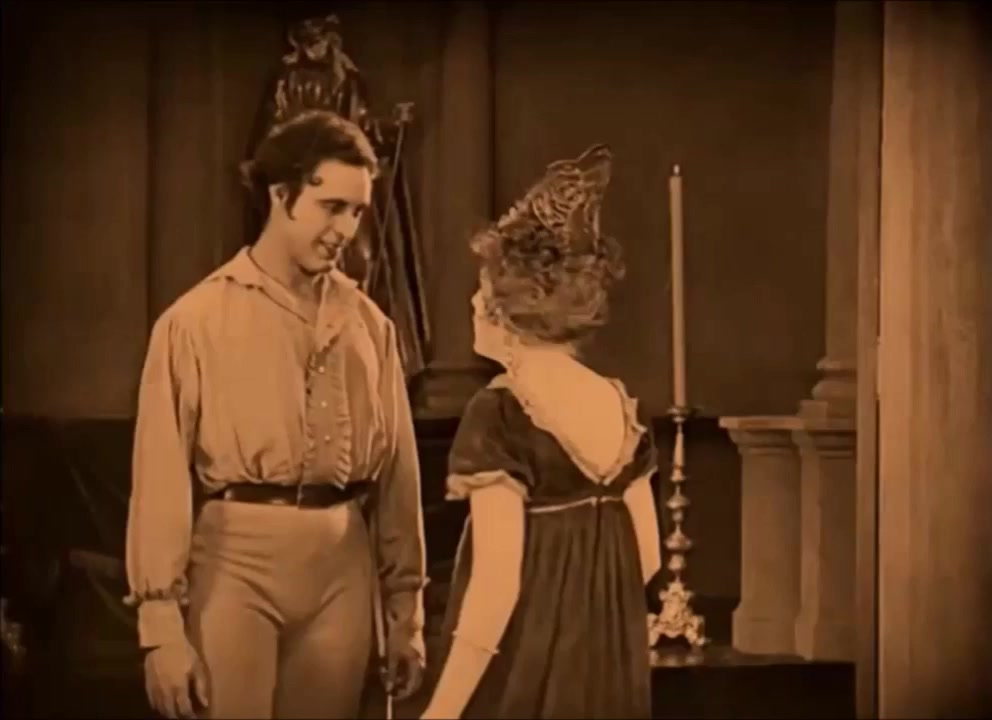
George Walsh e Mary Pickford em Rosita

## Status de Preservação
Por razões desconhecidas, Pickford decidiu que o filme foi um fracasso. Embora preservasse cuidadosamente a maior parte de sua filmografia, ela permitiu que Rosita se deteriorasse, exceto pela quarta bobina do filme, e nenhuma cópia do filme foi considerada existente. No entanto, na década de 1960, uma impressão de nitrato foi descoberta nos arquivos de filmes russos e repatriada pelo Museu de Arte Moderna. Um negativo de preservação de segurança foi feito a partir da impressão de nitrato, mas nenhum trabalho adicional foi feito no filme. A partir de 2016, o trabalho de restauração do filme começou à medida que descobertas recentes na restauração digital tornaram possível recuperar muitas das imagens gravemente danificadas do filme. Em 2017, a restauração do filme teve sua estreia mundial no 74º Festival Internacional de Cinema de Veneza.

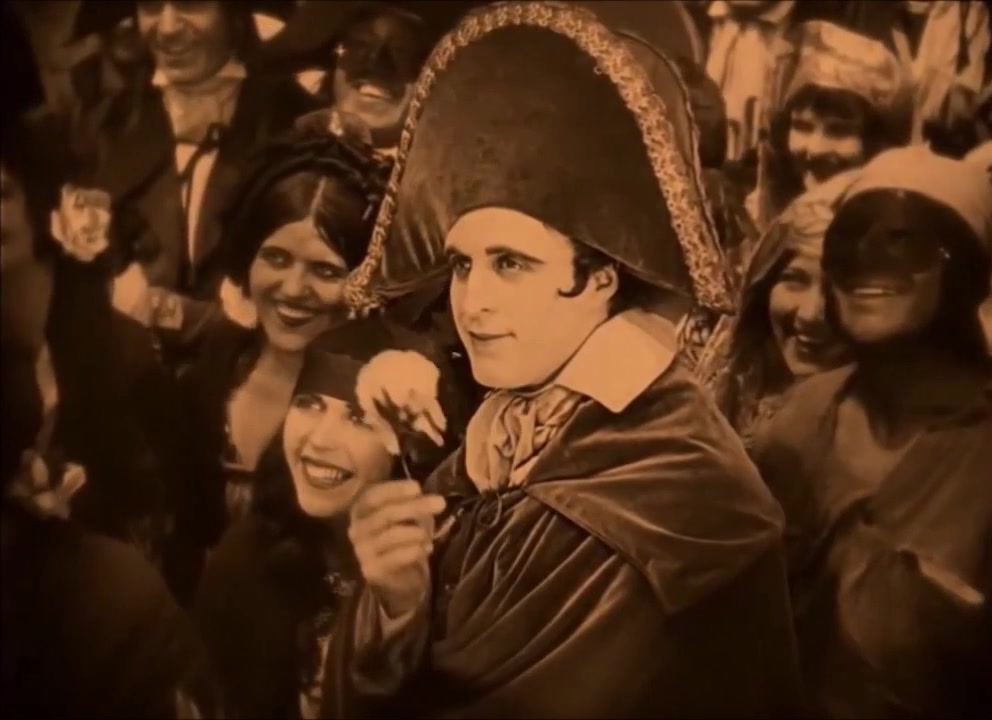
George Walsh em Rosita

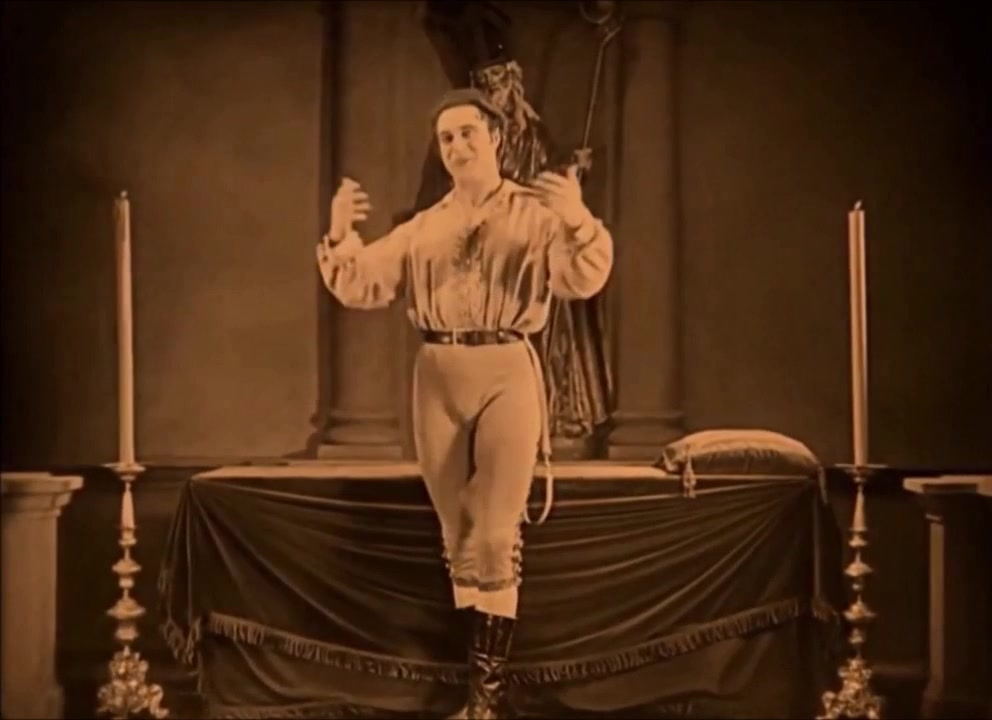
George Walsh em Rosita